# Gaspar Gonçalves Ribafria
Gaspar Gonçalves de Ribafria foi um cavaleiro português.
Gaspar Gonçalves foi Porteiro da Câmara dos Reis D. Manuel I e D. João III, seu Valido e por sua mercê 1.º Alcaide-Mor da mesma Vila de Sintra na sua família, ofício que comprara a Francisco de Azevedo, 3.º Senhor de Ponte de Sor e 2.º Alcaide-Mor de Sintra na sua família, e casou com Luísa de Sá, filha de Gaspar de Sá, de quem deixou geração, continuadora do novo apelido, hoje extinta na varonia.

## Família
Filho de Gonçalo Anes.

## Biografia
Natural de Sintra, do Lugar de Ribafria, na Freguesia de Santa Maria.
Foi Cavaleiro da Ordem de Cristo, durante muitos anos prestou bons e contínuos serviços ao Rei D. Manuel I de Portugal e, também, a seu filho D. João III de Portugal, com muitos trabalhos e vigílias e com toda a lealdade, fidelidade e amor. A este soberano serviu em outras coisas de grande importância para a sua Casa, procedendo sempre como homem bom e virtuoso, pelo que o Rei D. João III o fez Fidalgo de Cota de Armas e de Solar, removendo-o do número geral e conto dos homens plebeus, reduzindo-o e pondo-o no conto e estimação dos nobres fidalgos, lhe deu por Apelido para ele e seus descendentes o de Ribafria, determinou que a Torre e Quinta chamada de Ribafria, com todo o seu anexo, em São Martinho, Sintra, fossem Solar e Morgado da Família, cujo Vínculo ele instituíra em 1536, e concedeu-lhe Carta de Armas Novas, que são: de verde, com uma torre de prata, lavrada de negro, coberta de xadrez de ouro e de azul, ladeada em chefe de duas estrelas de seis raios de ouro, e assente numa ribeira de prata, ondada de azul; timbre: um leopardo de azul, com uma estrela do escudo na espádua.

### Episódio das pescoçadas
Os anedotários (livros que registavam  acontecimentos invulgares ou notáveis) do tempo de D. João III, registam um episódio insólito e engraçado (a chamada "anedota das pescoçadas" ou "episódio das pescoçadas"), que historiadores modernos como Mário Justino Silva acreditam que se poderá ter passado entre João de Sá Panasco, repentista e homem gracioso (no sentido de cómico, mas não de bobo da corte), e Gaspar Gonçalves, enquanto aquele ainda era porteiro da câmara de D. João III. 
A João de Sá Panasco eram consentidas liberdades que a mais nenhum nobre seriam permitidas, mercê do seu privilégio especial como repentista favorito do rei, este episódio é um exemplo notável disso.
A história passou-se nos seguintes termos:  «(...) uma tarde Sá Panasco foi ao Paço, e quis ir ter onde D. João III se encontrava. O porteiro que o Rei tinha à porta, murmurava-se dele que era de nascimento humilde, e o que é certo é que recusou abrir a porta ao Panasco. Este último retorquiu de forma imperiosa, mas num tom jocoso. Palavra puxou palavra e tornou-se a discussão tão acesa que começaram às pescoçadas (dar pancadas com a mão no pescoço). Às tantas, o Rei abriu a porta e meteu a cabeça de fora, dizendo «Alto! Aqui tanto atrevimento?» E eis que João de Sá responde «Sim senhor, aqui diante de Vossa Alteza fazemos muito bem de pelejar [bulhar], porque se Vossa Alteza não tirara a este fulano que aqui está de detrás dos mus de seu pai, e a mim da estrebaria de D. João de Menezes, não viéramos aqui dar desgosto a Vossa Alteza; mas já que Vossa Alteza nos trouxe aqui (...) tenha paciência.» O Rei, resignado com a resposta, meteu a cabeça para dentro e encerrou a porta sem mais nada dizer.»
Há alguns esclarecimentos que devem ser feitos a respeito deste episódio. Primeiramente, “Mu”, também dito muar ou macho, é o resultado do cruzamento dum burro com uma  égua ou dum cavalo com uma burra. Porém, nesta época, poderia ser usado, informalmente, como sinédoque, para designar qualquer tipo de gado, em geral.
Segundo, para se ser porteiro da câmara do Rei ter-se-ia de se ser fidalgo, se bem que houve excepções. Há autores que especulam que este porteiro em particular terá sido Gaspar Gonçalves, o  cavaleiro que terá anos mais tarde originado a Quinta da Ribafria. Isto porque Gaspar Gonçalves era filho de lavradores da região de Sintra e sabe-se que chegou a ser porteiro (aliás chegou a ser porteiro-mor) do Rei D. Manuel e do Rei D. João III. 
Pelo que é muito provável, pelos contornos desta anedota, que terá sido este o homem, com quem João de Sá terá andado "a bulhar à pescoçada", à porta dos aposentos do rei.